# فريسكا (مسلسل)
فريسكا مسلسل درامي مصري إنتاج عام 2004 من إخراج مجدي أحمد علي وتأليف الكاتب مجدي صابر.
شارك في بطولته العديد من نجوم التليفزيون منهم: آثار الحكيم، توفيق عبد الحميد، ليلى فوزي، دينا، خيرية أحمد، أميرة العايدي والنجم الشاب محمد كَريم، تدور أحداثه حول "شمس" بائعة حلوى الفريسكا على شواطئ الإسكندرية التي تتمكن بجهد شديد من تحقيق النجاح لتصبح سيدة أعمال ثرية وذات سلطة. في تلك الفترة تتزوج الصحفي رياض (توفيق عبد الحميد) ثم يتوفى. لكن عائلة زوجها تحقد عليها وعلى نجاحاتها فتقنع ابنها "عمر" (محمد كريم) بأن يتسلط عليها ويستولي على مجلس الإدارة، وتتوالى الأحداث.